# Mk F3 155 mm
A 155 mm-es önjáró löveg Mk F3, vagy a Canon de 155 mm-es Mle F3 Automoteur (Cn-155-F3-Am), amelyet az 1950-es évek elején fejlesztettek ki a francia hadsereg számára az amerikai M41 Gorilla 155 mm-es önjáró löveg leváltására. Az Mk F3 a legkisebb és legkönnyebb motorizált platform, melyre 155 mm-es löveget szereltek, méretének és alacsony költségének köszönhetően jelentős sikert aratott az exportpiacokon. Az AMX–13 könnyű harckocsi módosított alvázra épített Mk F3 úttörő abban, hogy a nyolc fő személyzet közül csak két főnek van benne hely (a többiek a támogatójárművekben utaznak). Ez, más hadseregben alkalmazott eszközökkel szemben, lehetővé teszi a 155 mm-es löveg kisebb alvázra építését, de a legénység külső tagjait ellenséges tűznek és egyéb veszélyeknek teszi ki.

## Tervezés
Az Mk F3 lényegében egy AMX–13 könnyű harckocsi alvázának módosítása, a hátsó visszafordító görgőt eltávolították, a testet pedig úgy módosították, hogy elbírja a 155 mm-es löveget, és annak visszarúgását, a löveg emelő- és forgatómechanizmusát valamint a két hátsó talpalót, amelyeket tüzelésre való felkészüléskor a talajba süllyesztettek, hogy nagyobb stabilitást biztosítsanak. A fegyvert egy 6 6-os teherautó vagy egy AMX-VCA kíséri, amely a 8 fős lövegkezelő személyzet többi tagját és 25 lőszert szállít. 
Az F3 a standard 155 mm-es HE (High-explosive, nagy robbanó erejű) lövedéket tüzelt, valamint alkalmas volt füst-, világító- és rakéta-póthajtású lövedékek célba juttatására. Hatásos lőtávolsága 20 050 m a 43,75 kg-os HE lövedék használata esetén. 
Az Mk F3 testét 10–20 mm-es teljesen hegesztett acélpáncél védte, védelmet nyújtva a két utasnak a kézi lőfegyverek tüzével és tüzérségi repeszekkel szemben. A test elrendezését az AMX–13-tól örökölte, balra elöl a vezetőfülke, jobbra a motor, míg a 155. mm-es löveg fent, hátul. A test elejére egy felnyitható lap van felszerelve, amely megakadályozza, hogy a víz ráfolyjon a homloklemezre, amikor a jármű patakokba gázol. A tartalék járókereket gyakran a homloklemezre szerelve hordja. A vezető egy darabból álló, balra nyíló búvónyílás fedelet kapott, ami három nappali periszkóppal van ellátva, amelyek közül a középső egy fényerősítő (vagy termikus) éjjellátóra cserélhető. A parancsnok a vezető mögött ül, egy kétrészes, két oldalra nyíló fedél alatt. A parancsnok szintén három nappali periszkópot kapott. Az Mk F3 konstrukciója nem tartalmaz semmilyen nukleáris-biológiai-kémiai (NBC) védelmet a személyzet számára. 
A torziós rugós felfüggesztés oldalanként öt, gumiperemes járókeret tart, elöl a meghajtó lánckerékkel, az ötödik kerék felel a láncfeszítésért. Oldalanként három visszafutó görgő található. Az első és az utolsó futógörgő hidraulikus csillapítású. A lánctalp szükség esetén gumibetéttel is felszerelhető. A test felső részének mindkét oldalán tárolókat alakítottak ki. Az alapfelszereltség része egy hangosbeszélő és egy csörlő 400 m kábellel. 

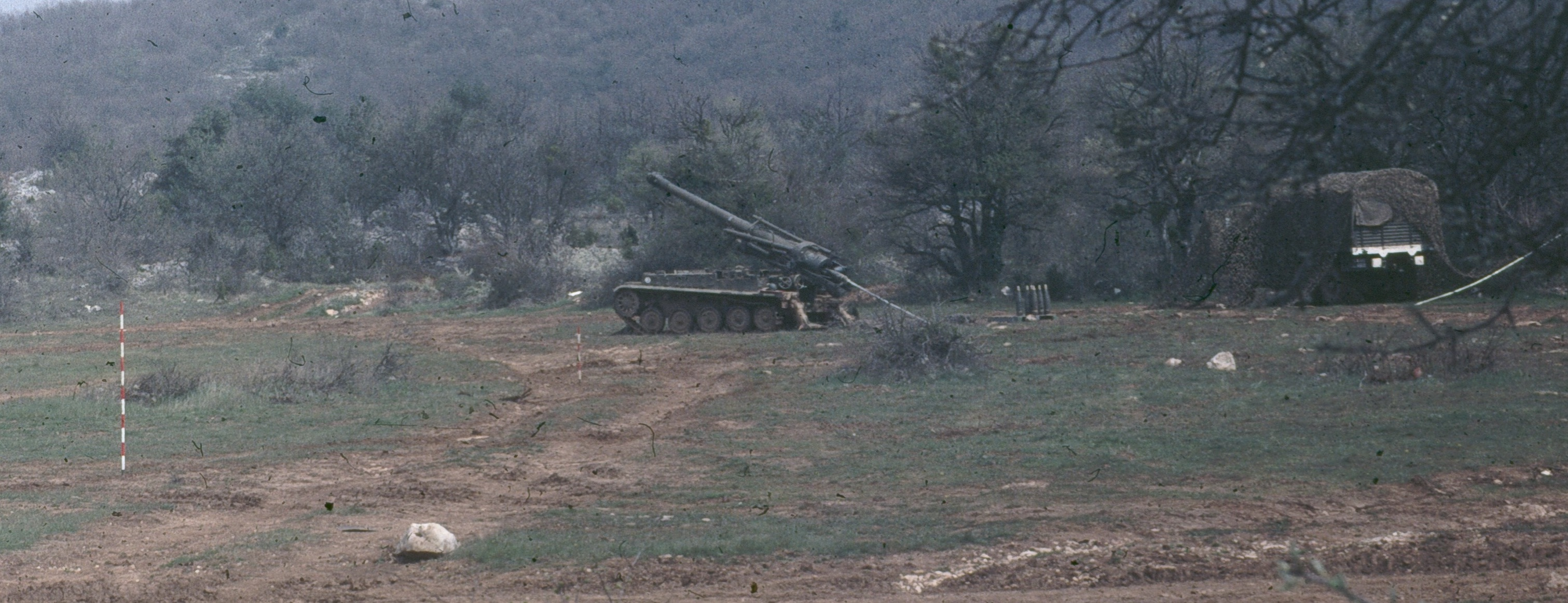
A francia hadsereg Mk F3 ütege, egy Berliet GBC 8KT támogató teherautóval, egy 1980-as hadgyakorlat közben

## Története

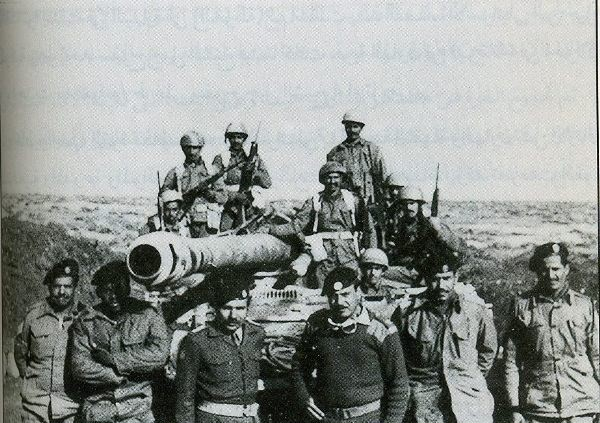
A Kuvaiti Hadsereg AMX-13 Mk F3 155 mm-e Szíriában 1973-ban

Az 1950-es évek elején a francia hadsereg le akarta cserélni öregedő amerikai M41 tarackjaikat egy hazai gyártású modellre, amely az AMX–13 könnyű harckocsi vázán alapul. Az Mk F3 gyártása 1959-ben kezdődött.  Alacsony ára és kis súlya igen népszerű fegyverrendszerré tette az exportpiacokon. Számos dél-amerikai és közel-keleti országba exportálták, és az 1980-as évek elejéig gyártották, jóval azután is, hogy a francia hadsereg a sajátjait a teljesen zárt, 155 mm-es GCT önjáró lövegre cserélte.

### Gyártás
A 155 mm-es fegyvert, az Obusier de 155 mm-es Modèle 50 átalakításával az Atelier de Construction de Tarbes (ATS), a vázat pedig az Atelier de Construction Roanne (ARE) tervezte. Az Etablissement d'Etudes et de Fabrications d'Armement de Bourges (EFAB) elvégezte a fegyvernek a vázba való integrálását és az összes tüzelési próbát. Mivel az ARE az AMX–30 harckocsi gyártására készült, a teljes AMX–13 harckocsicsalád gyártását, beleértve az MK F3 155-öt is áthelyezték a Mécanique Creusot-Loire-ba .  A fegyverből 621 darabot gyártottak. 1993-tól kezdődően a Mécanique Creusot-Loire Giat Iparvállalat része lett, ami 2006-ban a Nexter nevet kapta. 1997-ben Franciaország leszállította az utolsó 10 db Mk F3 155 mm-t Marokkóba. 

### Harci alkalmazás
Az Al Jahra Force használta a Jom kippuri háború alatt a szíriai fronton.
Marokkó az Mk F3-ait használta a Nyugat-szaharai háború során.
Irak 80 ilyen fegyvert foglalt le vagy semmisített meg Kuvait inváziója során . 

## Változatok
- Az Mk F3-at a GIAT Detroit Diesel 6V-53T és Baudouin 6F 11 SRY motorokkal kínálta. [1]
- Az RDM Technology továbbfejlesztett változata : 1991-ben a holland RDM Technology szerződést kötött 22 db Mk F3 fejlesztésére Katarral . Detroit Diesel Model 6V-53T turbófeltöltős dízelmotorral és új sebességváltóval szerelték fel őket. [1]
- A CITER 155 mm-es L33 löveg újra felhasználta az Mk F3 számos alkatrészét. [5]

- 155 mm-es Mk F3, 155 mm/39 kaliberű löveggel: javasolt kivitel hosszabb fegyverrel. [1]

## Üzemeltetők

### Jelenlegi üzemeltetők
- Argentína – 24
- Ciprus – 12[1][6]
- Ecuador – 10 vagy 12,[1] 2019-ben 5 darab állt szolgálatban[6]
- Kuvait – 18, tartalékként raktározva[1][6]
- Marokkó – 98,[1] 2019-ben 90 állt szolgálatban[6]
- Katar – 28, ebből 22 1991-es továbbfejlesztés[1][6]
- Egyesült Arab Emírségek – 18[1][6]
- Szudán – 6[1] vagy 10[6]

### Korábbi üzemeltetők
- Chile – 20 (8-at Franciaországtól vásárolt az 1970-es években és 12 használt példányt vett Belgiumtól az 1990-es években. Mára teljes állományát 48 db  M109 Paladin-ra cserélte
- Franciaország
- Peru – 12[1]
- Venezuela – 12 és 20 db között,[1] a váltótípusa 2SZ19 Mszta-SZ lett[7]

### Bibliográfia
- Trewhitt, Philip. Armored Fighting Vehicles. New York, NY: Amber Books, 115. o. (1999). ISBN 0-7607-1260-3
- The Military Balance 2019. International Institute for Strategic Studies (2019. február 1.). ISBN 978-1857439885
- Offord, Colonel E. F. Armour in Profile No.12 (1967)
- Lau, Peter. The AMX-13 Light Tank, Volume 1: Chassis (2006)
- Lau, Peter. The AMX-13 Light Tank, Volume 2: Turret (2006)

## Külső hivatkozások
- Történelem, jellemzők és fotógaléria – Chars Francais.net oldal, letöltve: 2009-03-08 (in French)